# Mastigoproctus maximus
Espèce
Synonymes
- Thelyphonus maximus Tarnani, 1889

Mastigoproctus maximus est une espèce d'uropyges de la famille des Thelyphonidae.

## Distribution
Cette espèce est endémique du Mato Grosso au Brésil.

## Description
L'holotype mesure 60 mm.

## Publication originale
- Tarnani, 1889 : Sur les Collections des Thelyphonides de quelques Musées russes. Zoologischer Anzeiger, vol. 12, p. 118-122 (texte intégral).